# Frederikssund Kirke
Frederikssund Kirke (oprindelig Ude Sundby Kirke) ligger i det centrale Frederikssund (Region Hovedstaden).